# Gasen i botten (musikalbum)
Gasen I Botten (på dansk: Gassen I Bunden) er det fjerde studiealbum af den svenske musiker og sangskriver Eddie Meduza. Det blev udgivet i 1981 på CBS Records. Den blev Eddie Meduzas største pladesucces, og sangene "Gasen I Botten" og "Mera Brännvin" (på dansk: Mere Brændevin) blev hans største gennembrud og albummet blev solgt i over 50.000 eksemplarer.
Albummet udkom på CD i 2002.
"Börje Lundin" der spiller trommer er Errol Norstedt under pseudonym.

## Spor
Alle sange skrevet og komponeret af Eddie Meduza, undtagen hvor noteret.
| 1. | "Mera Brännvin (Tillägnad Torsten Bengtsson)" |  |  | 03:20 |
| 2. | "Lonely Teardrops"                            |  |  | 02:33 |
| 3. | "Andra Kan, Dom"                              |  |  | 02:06 |
| 4. | "Juanita"                                     |  |  | 03:28 |
| 5. | "Love You All Too Much"                       |  |  | 03:44 |
| 6. | "Volvo"                                       |  |  |       |

| 1. | "Glasögonorm"    |                |                | 03:12 |
| 2. | "Superman"       |                |                | 02:33 |
| 3. | "Gasen I Botten" |                |                | 03:19 |
| 4. | "Teenage Love"   |                |                | 04:10 |
| 5. | "Jeany Jeany"    |                |                | 03:00 |
| 6. | "34:an"          | Olle Adolphson | Stuart Hamblen | 02:15 |

### Sangtitler på dansk
- Mera Brännvin - Mere Brændevin.
- Andra Kan, Dom - Andra Kan, De ("dom" er hvad du siger, men ikke skriver på svensk).
- Glasögonorm - Brilleslange.
- Gasen I Botten - Gassen I Bunden.
- 34:an - Fireogtrediven (34:an er en svensk version av "Her I Vores Hus").

## Medvirkende
- Eddie Meduza - guitar, sang
- Jan-Åke Fröidh - guitar
- Rune Backman - bas
- Börje Lundin - trommer

Yderligere medvirkende
- Magnus Hackman - piano, xylofon på "Superman"

Produktion
- WOM (Thomas Witt, Pontus Olsson og Eddie Meduza) - producer[8]
- Labe Allwin, Lennart Dannstedt - foto
- Anders Bühlund - design

## Hitlisteplacering
| Hitliste (1981) | Højeste placering |
| --------------- | ----------------- |
| Sverige         | 13                |